# Ferdinand Hérold (musiker)
Louis Joseph Ferdinand Hérold, född den 28 januari 1791 i Paris, död där den 19 januari 1833, var en fransk operakompositör. 
Hérold studerade vid Pariskonservatoriet för Louis Adam (1806), Catel och Méhul (1811) samt erhöll stora priset för komposition 1812. Efter treåriga studier i Rom hade han framgång i Neapel 1815 med sin första opera, La gioventù di Enrico Quinto, och efter återkomsten till Paris med Charles de France, komponerad tillsammans med François Adrien Boieldieu, 1816, och Les rosières, samma år. 
I La clochette (1817) märktes Méhul som förebild. En mängd följande stycken lyckades däremot inte slå an – huvudsakligen på grund av dåliga texter – och modfälld antog Hérold då en plats som ackompanjatör vid Italienska operan i Paris (1820) samt komponerade blott smärre pianostycken. Först 1823 började han, inspirerad av  Rossinis operor, åter skriva musik för scenen (Le muletier med flera), dock utan framgång, till dess hans Marie (1826; "Marie eller bröllopsfesten", 1832) avgjort trängde igenom och genast förklarades som ett av hans bästa verk. 
Som repetitör vid Stora operan (1827) skrev han för denna några baletter, bland andra La somnambule (1827; "Sömngångerskan i Provence", 1835), samt lyckades slutligen att på Opéra-Comique – efter ännu ett par misslyckanden – nå framgång genom sina båda mästerverk, de romantiska operorna Zampa (1831; "Zampa eller marmorbruden", 1838), som i ämnet erinrar om Mozarts Don Juan, och den chevalereska Le Pré aux clercs (1832; "Duellen", 1836), vilken 1871 gavs i Paris för tusende gången. 
En ofullbordad opera, Ludovic, fullbordades av Halévy och gavs 1834. Hérolds musik är älskvärd och graciös, pikant och livlig; den utmärks av angenäma motiv, dramatiskt grepp, verksamma harmonier och en instrumentation som blivit jämförd med Carl Maria von Webers. Hérolds biografi skrevs av Benoît Jouvin (1868).